# 리터 반응
리터 반응(영어: Ritter reaction)은 다양한 친전자성 알킬화제를 사용하여 나이트릴을 N-알킬 아마이드로 변형시키는 화학 반응이다. 원래 반응은 강산이 있는 상태에서 알켄을 사용하여 알킬화제를 형성한다.
|  |

## 같이 보기
- 만니히 반응
- 유기 반응